# Hardturm
Hardturm – piłkarski stadion w Zurychu, w Szwajcarii. Od 1929 roku jest stadionem domowym klubu Grasshopper Club. Obiekt był jedną z aren Mistrzostw Świata w 1954.
Stadion został wybudowany w 1929 roku i mógł pomieścić 27,5 tys. kibiców. Po wielu rekonstrukcjach, w setną rocznicę powstania klubu Grasshopper Club jego pojemność wynosiła 38 tys. miejsc. Obecnie obiekt posiada 17 666 miejsc w tym 16 600 siedzących.
Stadion został zamknięty we wrześniu 2007 roku. Zburzony w 2008 r. Zastąpiony przez Stadion Zürich.

## Nowy stadion
Podczas budowy Letzigrund Stadion Grasshoppers udostępniło swój stadion lokalnym rywalom - klubowi FC Zürich (sezon 2006/2007). Decyzja ta spotkała się z protestami miejscowych kibiców.
Obecnie, kiedy obiekt Letzigrund jest gotowy, korzystają z niego dwa kluby: FC Zürich i Grasshopper Club Zürich, ponieważ Hardturm jest zamknięty. Nowy obiekt, Stadion Zürich o pojemności 16 000 ma zostać wybudowany około 2015 roku i będzie to stadion typowo piłkarski. Grać na nim będą FC Zürich oraz GCZ.